# 拉伦多夫
拉伦多夫是德国梅克伦堡-前波莫瑞州的一个市镇。总面积112.13平方公里，总人口3130人，其中男性1570人，女性1560人（2011年12月31日），人口密度28人/平方公里。